# Deimantas Bička
Deimantas Bička (13 febbraio 1972) è un ex calciatore lituano, di ruolo centrocampista.

## Palmarès

### Club

#### Competizioni nazionali
- Campionato moldavo: 1

Sheriff Tiraspol: 2000-2001
- Coppa di Moldavia: 1

Sheriff Tiraspol: 2000-2001
- Campionato lettone: 1

Ventspils: 2006
- Coppa di Lettonia: 3

Ventspils: 2003, 2004, 2005
- Campionato lituano: 3

Ekranas: 2008, 2009, 2010
- Coppa di Lituania: 1

Ekranas: 2009-2010